# 145488 Kaczendre
145488 Kaczendre este o planetă minoră (asteroid) din centura de asteroizi. A fost descoperită pe 4 noiembrie 2005 la Piszkéstetői Obszervatórium⁠(d) de Krisztián Sárneczky⁠(d). 
Obiectul prezintă o orbită caracterizată de o semiaxă mare de 2,3530982335584 UAi, o excentricitate de 0,10181161046559, o înclinație de 5,7337435030587 ° în raport cu ecliptica.